# AVALON (ラジオ番組)
AVALON（アヴァロン）は、2016年4月4日から2019年3月22日までJ-WAVEで放送されていたラジオ番組。若年層をメインリスナーに想定し、様々な社会問題を提起して意見を集める。

## 概要
オープニング・ナレーション
- 次世代を担うはずのニュー・ジェネレーションに閉塞感が漂うようになったある日、選ばれし者達にダイレクト・メッセージが届くようになった。多くの者はそのIDを不審に思い、削除したが、好奇心の強いコネクター達がアクセスを試みた。すると、そこに広がっていたのはリアルな社会を抜け出した理想都市。やがてこの都市の名は、アカウントIDを由来として、こう呼ばれるようになった。“AVALON”

- 仮想空間の街“AVALON”の中で、街を治める“プレジデント”から出された政策課題（テーマ）に対し、日替わりで4人のナビゲーターが法案を提出。放送中にリスナーの投票で可決か否決かが決定される。仮想世界の設定に則り、ナビゲーターはAVALON内の「政党の代表」に、リスナーは「サポーター」となって番組が進行する。ラジオドラマ的な演出に沿いつつ、ネットと連動してリスナーの賛成・反対意見やコメントなどを紹介したり、悩み相談（陳情）に応答したり、テーマに対し一家言持つゲストと「会見」してトークを交えるなど、様々な角度から問題を考察する。各コーナーの合間にはリスナーからのリクエストや各党代表が選曲した音楽もかかる。
- 渋谷慶一郎がテーマ曲、ジングル、サウンドロゴを製作[1]。渋谷が音楽を手掛けた最初のラジオ番組となった。

## 放送時間
- 月曜 - 木曜 22:00-23:30 （2016年4月4日 - 2017年9月28日）
- 金曜 20:00-22:00 （2017年10月6日 - 2019年3月22日）

## ナビゲーター（2017年9月まで）
それぞれに独自の主張を掲げる政党の代表となり、プレジデントから出されたテーマを解決するための法案を提出する。賛成過半数で可決となり、可決された場合は実績として番組内での仮想通貨“バロン”で政党活動金が授与される。
- 月曜
  - FIGHTING DREAMERS
    - 代表：松岡茉優（2016年4月4日 - 2017年3月27日）
    - 秘書（アシスタント）：田中栄理奈（2016年4月4日 - 2017年3月27日）
      - キャッチコピーは「夢を捨てるな！」マニフェストは「夢のない時代なんて言わせない。目の前の扉を開こうとするあなたの勇気を全力で応援します。夢を掴むために一緒に戦いましょう。」

  - VIBES&JIVE
    - 代表：古川雄輝（2017年4月3日 - ）
    - 秘書（アシスタント）：あっこゴリラ（2017年4月3日 - ）
      - キャッチコピーは「ともに踊ろう！」マニフェストは「ストリートから渋谷を盛り上げます！」
- 火曜
  - ASTREA
    - 代表：河北麻友子（2017年4月4日 - 2017年9月26日）
    - 秘書（アシスタント）：ホビー（アナクロニスティック）（2017年4月4日 - 2017年9月26日）
      - キャッチコピーは「楽しく、そして美しく！」マニフェストは「ファッション＆ビューティーで渋谷を盛り上げます！」
- 水曜
  - FREEDOM MAX
    - 代表：満島真之介（2016年4月6日 - 2017年3月29日）
    - 秘書（アシスタント）：杉山セリナ：（2016年4月6日 - 2017年3月29日）
      - キャッピコピーは「己を解放せよ！」マニフェストは「ボクたちの可能性を制限しない自由な世界を！みんなのアイデアを集めてイメージの向こう側へ自在に飛び越えてやる！そんな理想郷を実現させマーックス！」

  - 我流の会
    - 代表：KenKen（2016年4月5日 - ）
    - 秘書（アシスタント）：花柳凜（2016年4月5日 - ）
      - キャッチコピーは「我が道を進め！」マニフェストは「天上天下唯我独尊！己の道を突き進み、新たな世界を切り開け！譲れぬ魂を胸に、今、立ち上がれ！」KenKen代表はAVALONの飲み屋街・ゴールデンストリートに飲み屋「死なばもろとも」を開いており、マスターも兼業している。
      - 2017年3月までは火曜日の担当だった
- 木曜
  - CRAZY IN LOVE
    - 代表：渡辺直美（2016年4月7日 - ）
    - 秘書（アシスタント）：バーレスク清水：（2016年4月7日 - ）
      - キャッピコピーは「全てに愛を！」マニフェストは「すべては「愛」があればこそ！！狂おしいほど ふくよかな「熱情」で、わたしが「AVALON」を変えさせていただきます！Love to the people！」
- プレジデント（声：クリス・ペプラー）
  - AVALONを統治する謎の存在。抱えている政治課題に対処すべく、社会問題に関するテーマを週毎に出し、冒頭で各政党の代表（ナビゲーター）に問題調査と解決のためのマニフェスト（法案）提出を指示する。
  - ジングルやサウンドロゴの音声も担当している。
- ナレーター：小原雅人